# Zdeňka Vávrová
Zdeňka Vávrová (* 1945) ist eine tschechische Astronomin.
Vávrová engagierte sich in der Beobachtung von Kleinplaneten des Sonnensystems. Unter ihren Beobachtungen am Kleť-Observatorium befand sich unter anderem auch der periodische Komet mit der Bezeichnung 134P/Kowal-Vávrová. Das Objekt mit der vorläufigen Bezeichnung 1983 JG, stellte sich ihr ohne Koma dar und wurde von ihr deshalb zunächst als Asteroid angesehen. Spätere Aufnahmen von Charles T. Kowal zeigten jedoch eine Koma und wiesen das Objekt damit als Komet aus.
In der Zeit zwischen 1978 und 1991 entdeckte sie 115 Asteroiden. Nach ihr ist der Asteroid (3364) Zdenka und nach ihrer Mutter der Asteroid des inneren Hauptgürtels (2821) Slávka benannt.